# Soulhead
Soulhead é um duo japonês de música urbana contemporânea formado pelas irmãs Yoshika (よしか, 
nascida em 20 de julho de 1978) e Tsugumi (つぐみ, nascida em 25 de janeiro de 1981).

## História
Antes de assumir o nome SOULHEAD, elass eram conhecidas como Batti Baas. Batti Baas lançou um single de vinil através Handcuts Records chamado "Lovin 'You", que contou com Aaron Blackmon. A canção foi um remake do padrão de Minnie Riperton. Em fevereiro de 2002 elas lançaram um CD single com Tokuma Japan Communications chamada "Inside Out ". Depois de mudar seu nome para SOULHEAD, a dupla foi contratada pela Sony Music Associated Records. A gravadora enviou um ano no estrangeiro para a Austrália e Nova Zelândia para melhorar a sua proficiência em Inglês. Elas lançaram seu primeiro álbum "Step to the new world" single em 24 de Julho de 2002, um vinil 12 "single. Em 2006, elas foram transferidas para a Sony Music Associated Records subselo, onorariamente. Até agora elas lançaram 15 singles, três álbuns de estúdio , dois álbuns remix e mais um álbum de grandes sucessos e também têm sido destaque em um único. Elas também têm aparecido em várias compilações. som SOULHEAD é uma mistura entre vários gêneros como o soul, hip-hop, R&B, dancehall, reggae e funk , e muitas de suas letras são em Inglês. Elas normalmente trabalham com a equipe de produção conhecido como Octopussy. Eles também trabalharam em colaborações com outros artistas japoneses como Koda Kumi e fora Soul'd e Yoshika é também uma compositora de renome que têm trabalhado com artistas como Sowelu, Hirai Ken e Crystal Kay. Em 21 fevereiro de 2007 elas lançaram uma coletânea chamada de Best Of SOULHEAD, que continha todos os singles lançados até à data, bem como alguns lados-B. Ele veio como um CD só e pacote de CD + DVD.
Em 24 de fevereiro de 2010, após uma pausa de 4 anos, elas lançaram um novo álbum intitulado "SOULHEAD" sob a Avex Group, seu novo lar. O álbum ficou na 40 ª posição nas paradas Oricon depois de uma semana do lançamento.

## Discografia

### Estúdio
- Oh My Sister - 03.05.2003
- Braided - 28.04.2004
- Naked - 03.08.2006
- SOULHEAD - 24.02.2010
- TBA - 28.09.2011

### Remixers
- Reflection; 26/09/2003; # 89, 5 semanas, 9.602 cópias vendidas
- Crystallized; 21/06/2006; #41, 4 semanas

### Compilações
- Best of Soulhead 21/02/2007; #5, 2 semanas